# Wu Tao-yan
Wu Tao-yan (chiń. 吳道源; pinyin Wú Dàoyuán; ur. 4 grudnia 1934 w Szanghaju) – chiński strzelec sportowy, reprezentant kraju na arenie międzynarodowej; medalista zawodów rangi kontynentalnej. Wielokrotny uczestnik igrzysk olimpijskich w barwach Tajwanu.

## Osiągnięcia
Pięciokrotnie brał udział w letnich igrzyskach olimpijskich (IO 1956, IO 1960, IO 1964, IO 1968 i IO 1972). Wystartował łącznie w 13 konkurencjach, jednak ani razu nie zajął miejsca w czołowej dziesiątce. Najbliżej tego osiągnięcia był na swoich pierwszych igrzyskach w 1956 – zajął 15. miejsce w strzelaniu z karabinu dowolnego w trzech pozycjach z odl. 300 metrów, 19. lokatę w karabinie małokalibrowym leżąc z 50 metrów oraz 22. miejsce w strzelaniu z karabinu małokalibrowego w trzech pozycjach (również z odległości 50 metrów). Na kolejnych czterech igrzyskach nie poprawił już tych osiągnięć. Najgorszy wynik uzyskał w Meksyku w 1968 – zajął 59. miejsce w tej samej konkurencji, w której zajął 19. miejsce w Melbourne w 1956.
Był sześciokrotnym medalistą igrzysk azjatyckich (trzy złote i trzy srebrne medale) oraz czterokrotnym medalistą mistrzostw Azji (jeden złoty, dwa srebrne i jeden brązowy).

## Wyniki szczegółowe
Poniżej znajdują się wyniki Wu Tao-yana na najważniejszych światowych i kontynentalnych imprezach. Zostały one uszeregowane według roku (od pierwszego startu do ostatniego). W przypadku, kiedy zawodnik startował w tym samym roku na kilku imprezach, wyniki są uszeregowane od najlepszego do najgorszego.

### Igrzyska olimpijskie (Republika Chińska)
| Igrzyska | Konkurencja                                    | Wynik | Miejsce     | Źródło |
| -------- | ---------------------------------------------- | --- | ----------- | ------ |
| IO 1956  | Karabin dowolny, trzy postawy, 300 metrów      | 1025 punktów W pozycji leżącej – 370 pkt. (93-95-92-90) W pozycji klęczącej – 349 pkt. (81-94-87-87) W pozycji stojącej – 306 pkt. (77-76-78-75) | 15 (na 20)  | [ 3 ]  |
| IO 1956  | Karabin małokalibrowy leżąc, 50 metrów         | 595 punktów (98-99-99-99-100-100) | 19 (na 44)  | [ 4 ]  |
| IO 1956  | Karabin małokalibrowy, trzy postawy, 50 metrów | 1140 punktów W pozycji leżącej – 394 pkt. (99-98-97-100) W pozycji klęczącej – 382 pkt. (96-96-95-95) W pozycji stojącej – 364 pkt. (89-91-90-94) | 22 (na 44)  | [ 5 ]  |
| IO 1960  | Karabin dowolny, trzy postawy, 300 metrów      | Kwalifikacje – 527 punktów W pozycji leżącej – 190 pkt. W pozycji klęczącej – 172 pkt. W pozycji stojącej – 165 pkt. Finał – 1074 punkty W pozycji leżącej – 374 pkt. W pozycji klęczącej – 367 pkt. W pozycji stojącej – 333 pkt.                                                                    | 26 (na 39)  | [ 6 ]  |
| IO 1960  | Karabin małokalibrowy, trzy postawy, 50 metrów | Kwalifikacje – 540 punktów W pozycji leżącej – 189 pkt. (95-94) W pozycji klęczącej – 187 pkt. (93-94) W pozycji stojącej – 164 pkt. (81-83) Finał – 1104 punkty W pozycji leżącej – 392 pkt. (97-100-97-98) W pozycji klęczącej – 377 pkt. (96-96-94-91) W pozycji stojącej – 335 pkt. (87-80-87-81) | 36 (na 54)  | [ 7 ]  |
| IO 1964  | Karabin dowolny, trzy postawy, 300 metrów      | 1073 punkty W pozycji leżącej – 370 pkt. (90-94-96-90) W pozycji klęczącej – 352 pkt. (85-88-91-88) W pozycji stojącej – 351 pkt. (82-87-94-88) | 23 (na 30)  | [ 8 ]  |
| IO 1964  | Karabin małokalibrowy, trzy postawy, 50 metrów | 1107 punktów W pozycji leżącej – 397 pkt. (97-100-100-100) W pozycji klęczącej – 371 pkt. (94-92-93-92) W pozycji stojącej – 339 pkt. (89-78-83-89) | 33 (na 53)  | [ 9 ]  |
| IO 1968  | Karabin dowolny, trzy postawy, 300 metrów      | 1085 punktów W pozycji leżącej – 378 pkt. (94-92-97-95) W pozycji klęczącej – 369 pkt. (91-95-92-91) W pozycji stojącej – 338 pkt. (87-84-85-82) | 26 (na 30)  | [ 10 ] |
| IO 1968  | Karabin małokalibrowy, trzy postawy, 50 metrów | 1121 punktów W pozycji leżącej – 392 pkt. (95-99-100-98) W pozycji klęczącej – 369 pkt. (93-89-93-94) W pozycji stojącej – 360 pkt. (87-94-89-90) | 44 (na 62)  | [ 11 ] |
| IO 1968  | Karabin małokalibrowy leżąc, 50 metrów         | 585 punktów (92-100-99-97-100-97) | 59 (na 86)  | [ 12 ] |
| IO 1972  | Karabin dowolny, trzy postawy, 300 metrów      | 1085 punktów W pozycji leżącej – 385 pkt. (96-96-96-97) W pozycji klęczącej – 365 pkt. (94-90-92-89) W pozycji stojącej – 335 pkt. (81-87-85-82) | 30 (na 33)  | [ 13 ] |
| IO 1972  | Karabin małokalibrowy leżąc, 50 metrów         | 591 punktów (98-98-99-97-99-100) | 41 (na 101) | [ 14 ] |
| IO 1972  | Karabin małokalibrowy, trzy postawy, 50 metrów | 1101 punktów W pozycji leżącej – 390 pkt. (96-99-98-97) W pozycji klęczącej – 343 pkt. (86-91-80-86) W pozycji stojącej – 368 pkt. (91-94-90-93) | 51 (na 69)  | [ 15 ] |

### Igrzyska azjatyckie (Republika Chińska)[a]
| Mistrzostwa | Konkurencja                               | Wynik        | Miejsce | Źródło |
| ----------- | ----------------------------------------- | ------------ | ------- | ------ |
| IA 1958     | Karabin małokalibrowy, trzy pozycje, 50 m | 1078 punktów | 2       | [ 2 ]  |
| IA 1958     | Karabin dowolny, trzy pozycje, 300 m      | 1029 punktów | 2       | [ 2 ]  |
| IA 1958     | Karabin małokalibrowy leżąc, 50 m         | 569 punktów  | 6       | [ 2 ]  |
| IA 1966     | Karabin małokalibrowy, trzy pozycje, 50 m | 1114 punktów | 1       | [ 2 ]  |
| IA 1966     | Karabin standardowy, trzy pozycje, 50 m   | 556 punktów  | 1       | [ 2 ]  |
| IA 1966     | Karabin pneumatyczny                      | 380 punktów  | 1       | [ 2 ]  |
| IA 1970     | Karabin małokalibrowy, trzy pozycje, 50 m | 1105 punktów | 2       | [ 2 ]  |
| IA 1970     | Karabin pneumatyczny                      | 363 punkty   | 4       | [ 2 ]  |
| IA 1970     | Karabin standardowy, trzy pozycje, 50 m   | 537 punktów  | 6       | [ 2 ]  |

### Mistrzostwa Azji (Republika Chińska)[a]
| Mistrzostwa | Konkurencja                               | Wynik        | Miejsce | Źródło |
| ----------- | ----------------------------------------- | ------------ | ------- | ------ |
| MA 1967     | Karabin małokalibrowy leżąc, 50 m         | 593 punkty   | 1       | [ 2 ]  |
| MA 1967     | Karabin małokalibrowy, trzy pozycje, 50 m | 1117 punktów | 2       | [ 2 ]  |
| MA 1967     | Karabin pneumatyczny                      | 366 punktów  | 2       | [ 2 ]  |
| MA 1967     | Karabin standardowy, trzy pozycje, 50 m   | 549 punktów  | 3       | [ 2 ]  |